# San Leone (fiume)
Il San Leone è un fiume della Sicilia in provincia di Agrigento. Il suo corso d'acqua principale è lungo 26 chilometri (16 miglia) e ha un bacino idrografico di 207 chilometri quadrati (80 miglia quadrate).
La sua sorgente è tra le pendici dei monti Guastanella e Monte del Comune a Nord-Ovest del comune di Santa Elisabetta. Il fiume dopo avere attraversato i comuni di Raffadali e Joppolo Giancaxio, sfocia nel Mar Mediterraneo a San Leone, frazione del comune di Agrigento.
Lungo il suo corso il fiume ha vari nomi: Sant'Anna (l'antica Hypsas) Drago, Akragas e negli ultimi 3 chilometri, fino alla foce il nome di San Leone. Il suo maggiore affluente è il San Biagio (anche: San Benedetto). Nell'Ottocento era conosciuto come Fiume di Girgenti.